# Riitta Salin
Riitta Liisa Salin (Helsinki, 16 ottobre 1950) è un'ex velocista finlandese, specializzata nei 400 metri piani.
Il tempo da lei realizzato nel 1974 (50"14) venne riconosciuto come il primo record dei 400 metri con cronometraggio elettronico, quando fu campionessa europea ai campionati di Roma. Durante la stessa manifestazione fu medaglia d'argento nella staffetta 4×400 metri con Marika Eklund, Mona-Lisa Pursiainen e Pirjo Wilmi.
Nel 1976 prese parte ai Giochi olimpici di Montréal classificandosi settima nei 400 metri e sesta nella staffetta 4×400 metri sempre con la squadra composta da Eklund, Pursiainen e Wilmi.

## Palmarès
| Anno | Manifestazione  | Sede     | Evento                | Risultato | Prestazione | Note            |
| ---- | --------------- | -------- | --------------------- | --------- | ----------- | --------------- |
| 1974 | Europei         | Roma     | 400 metri             | Oro       | 50"14       | Record mondiale |
| 1974 | Europei         | Roma     | Staffetta 4×400 metri | Argento   | 3'25"70     |                 |
| 1976 | Giochi olimpici | Montréal | 400 metri             | 7ª        | 50"98       |                 |
| 1976 | Giochi olimpici | Montréal | Staffetta 4×400 metri | 6ª        | 3'25"87     |                 |